# Том ка
Том ка (тай. ต้มข่าไก่, лаос. ຕົ້ມຂ່າໄກ່ дослівно «суп з калганом»)  — гострий тайський суп з кокосового молока та калгану. Має багатий смак: одночасно молочний, ароматний, кислий, солоний і трохи гострий.

## Варіанти

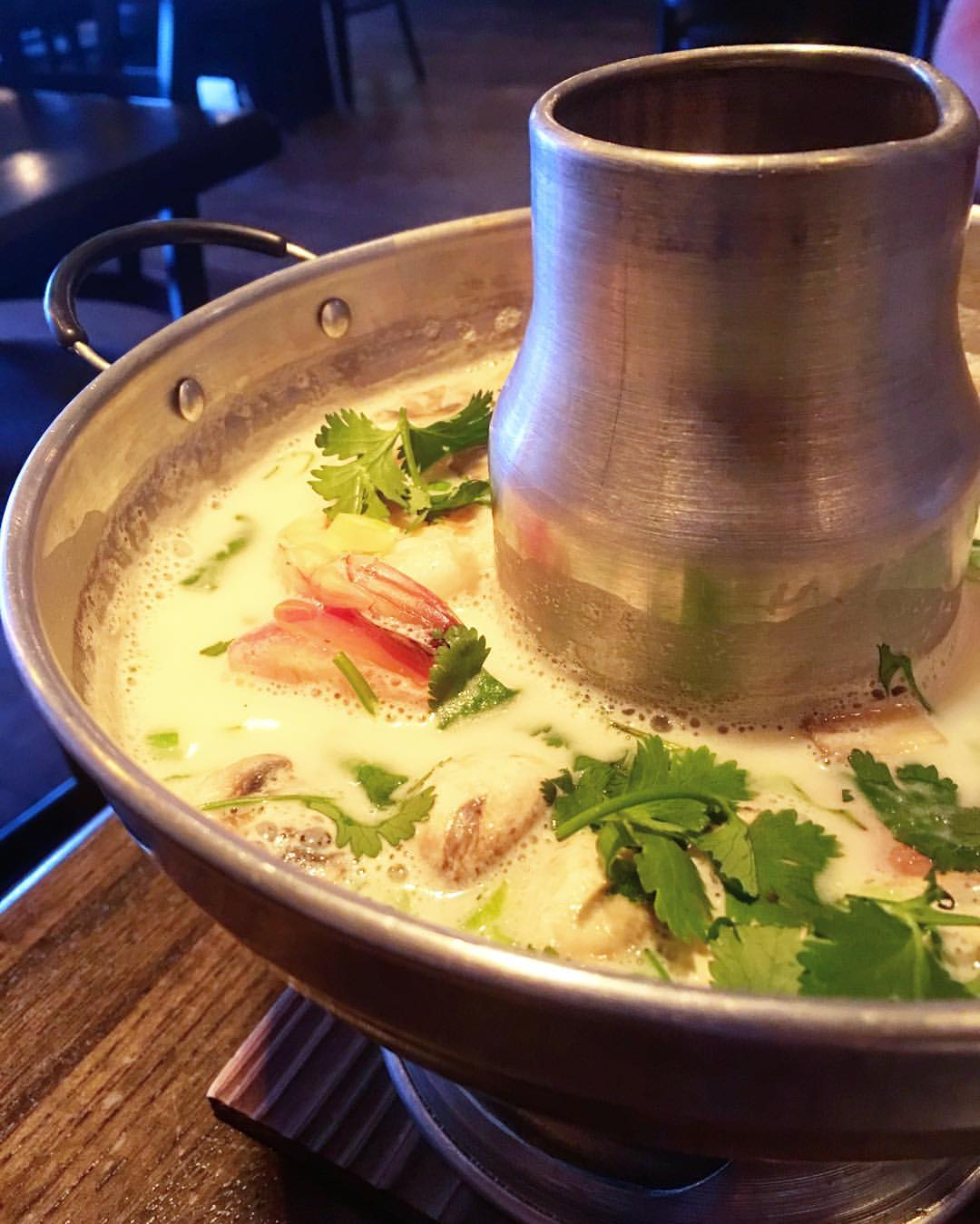
Подача том ка в ресторані

У книгах рецептів 19 ст том ка згадується не як суп, а як м'ясна страва з курки чи качки, обсмажена у кокосовому молоці з великою кількість калгану.
Найрозповсюдженішим варіантом том ка є «том ка кай» (суп з куркою). Вегетарійський варіант «том ка хет» (суп з грибами) та «ком ка тофу» (з тофу), з свининою — «том ка му», морепродуктами — «том ка тхале». Суп інколи їдять з рисом.

## Приготування
Нарізати свіжий лемонграсс шматочками завдовжки 1 см і трохи потовкти, щоб він пустив сік і аромат. Курячий бульйон довести до кипіння, додати тайський калган, лемонграс, цукор і листя каффіра, варити 5 хвилин на повільному вогні. Додати кокосове молоко, порізані перці чилі, рибний соус і варити ще 5 хвилин. Додати шматочки курки і гриби, варити до готовності. Зняти каструлю з вогню, додати сік лайма і прикрасити суп кінзою. 

### Рецепт Сунтхаравета Самака
У своєму кулінарному шоу прем'єр міністр Таїланду Сунтхаравет Самак розповів про свій рецепт том ка.
Розтерти в ступці насіння коріандру, часник і мелений чорний перець. Додати цю суміш в курячий бульйон і довести до кипіння. Додати рибу, тайський калган, лимонне сорго (лемонграсс), листя каффіра і перемішати. Додати гриби, потім кокосове молоко. Додати рибний соус і довести до кипіння. Зняти з вогню, додати сік лайма за смаком.